# سلطوية

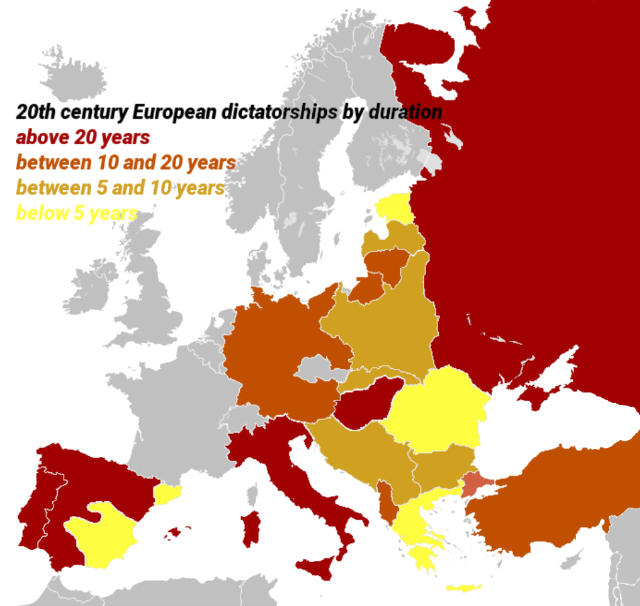
خريطة للأنظمة الدكتاتورية أو السلطوية حسب المدة

السلطوية هي إحدى صور الحكومة والتي تتسم بحكومة مركزية قوية وحريات سياسية محدودة. تخضع الحريات الفردية للدولة ولا توجد مساءلة دستورية في النظام السلطوي. ميز وصف خوان لينز  المؤثر في 1964 للأنظمة السياسية السلطوية بأربع سمات:
1. جمعوية سياسية محدودة، والتي تضع في هذه الأنظمة ضغوطًا على المؤسسات والجماعات السياسية مثل السلطة التشريعية والأحزاب السياسية وجماعات الضغط.
2. تأسيس الشرعية السياسية على المشاعر، خاصة الاعتراف بالنظام كشر لا بد منه لمحاربة «المشاكل المجتمعية الملحوظة» مثل التخلف أو أعمال الشغب.
3. تعبئة اجتماعية دنيا ناتجة غالبًا عن الضغوط المفروضة على العامة مثل قمع الخصوم السياسية والحركات المعادية للنظام.
4. قوة تنفيذية معترف بها بصورة غير رسمية مع انتقال مبهم للسلطة.[3]

تفتقر الحكومة السلطوية، في الحد الأدنى من أشكالها، إلى الحرية والتنافس النزيه في انتخابات السلطة التشريعية المباشرة، أو في انتخابات السلطة التنفيذية المباشرة، أو كلا السلطتين. وتشمل الدول السلطوية، بالمفهوم الواسع، دولًا تفتقر إلى الحريات المدنية، مثل حرية المعتقد، أو دولًا لا تشهد تبادل السلطة بين الحكومة والمعارضة عبر الانتخابات الحرة، ولو مرة واحدة على الأقل. قد تحتوي الدول السلطوية مؤسساتٍ ديمقراطية اسمية، لكنها تُدار بهدف تعزيز الحكم السلطوي، وتميّزها الانتخابات المزورة وغير التنافسية. ازدادت نسبة الدول السلطوية في النظام السياسي العالمي منذ عام 1946 حتى منتصف سبعينيات القرن الماضي، لكنها انخفضت منذ حينها حتى نهاية العام 2000.

## خصائص السلطوية
تتصف السلطوية بالسلطة الحكومية شديدة المركزية والتمركز، ويعتمد بقاؤها على القمع السياسي وإقصاء المنافسين المحتملين. تستغل السلطوية الأحزابَ السياسية والمنظمات الجماهيرية لدفع الشعب نحو أهداف النظام السياسي. وضع آدم برزيفورسكي نظرية ادعى فيها أن «اتزان السلطوية يعتمد، في الدرجة الأولى، على الأكاذيب، والخوف، والازدهار الاقتصادي». في المقابل، أشار دانييل أ. بيل ووانغ بي إلى تجربة الصين مع جائحة فيروس كورونا ليثبتا أن تلك التصنيفات ليست واضحة المعالم.
تميل السلطوية أيضًا إلى ممارسة نفوذها السياسي بأسلوب غير رسمي وغير نظامي، فالقيادة التي «نصّبت ذاتها، أو انتخبت أيضًا، لا يمكن عزلها عبر اختيار المنافسين الآخرين اختيارًا حرًا من طرف المواطن». تنطوي السلطوية على الحرمان التعسّفي من الحريات المدنية، وإظهار هامش ضئيل من التسامح تجاه المعارضة الحقيقية. تحاول السلطوية فرض سلسلةٍ من إجراءات الضبط الاجتماعي لكبت المجتمع المدني، في حين تحافظ على الاستقرار السياسي عبر الهيمنة على القوات المسلحة ودعمها، والبيروقراطية التي يسيطر النظام على هيكلها الوظيفي، وخلق أشكالٍ من الولاء للسلطة عبر وسائل متنوعة من التنشئة والتلقين الاجتماعيين.
تتميز السلطوية بأنّ الولاية السياسية للحاكم، أو الحزب الحاكم (غالبًا في دول الحزب الواحد)، أو السلطة الحاكمة، غير محددة زمنيًا. يشير مصطلح دمقرطة إلى الانتقال من نظام سلطويٍّ إلى حكومةٍ أكثر ديمقراطية.

## الحكومات والدول السلطوية

### الأنواع
ميز لينز بين الصور الجديدة للسلطوية والديكتاتورية الفردية والدول الشمولية، حيث قدم إسبانيا الفرانكوية كمثال. على عكس الديكتاتورية الفردية، فقد أسست الصور الجديدة للسلطوية تمثيلا للعديد من العناصر (في حالة إسبانيا شملت الجيش والكنيسة الرومانية الكاثوليكية وفلانخي الإسبانية وأنصار الملكية والتكنوقراطيين وغيرهم). على عكس الدول الاستبدادية، يعتمد النظام على القبول السلبي العام بدلا من التأييد الرائج. ذكر بعض الباحثين أيضا ظهور نوع جديد من الأنظمة (النظام المهجن) في الفترة التالية للحرب الباردة.
ذكر لينز وغيره العديد من الأنواع الثانوية للأنظمة السلطوية. حدد لينز نوعين ثانويين أساسيين هي الأنظمة السلطوية التقليدية والأنظمة السلطوية البيروقراطية العسكرية:
- الأنظمة السلطوية التقليدية هي الأنظمة التي تحافظ السلطة الحاكمة (غالبا شخص واحد) على بقائها في الحكم «من خلال الجمع بين الدعوات إلى الشرعية التقليدية والزبائنية والقمع، والتي تتم من خلال نظام مرتبط بالسلطة الحاكمة عن طريق الولاء الفردي». أحد الأمثلة هي إثيوبيا تحت حكم هيلا سيلاسي.
- الأنظمة السلطوية البيروقراطية العسكرية هي الأنظمة «التي يحكمها تجمع من الضبط العسكريين والتكنوقراطيين والذين يتصرفون بصورة براغماتية (بدلا من فكريا) داخل حدود عقليتهم العسكرية». يقترح مارك جاسيوروفسك أنه من الأفضل التمييز بين «الأنظمة السلطوية العسكرية البسيطة» وبين «الأنظمة السلطوية البيروقراطية» والتي تستخدم فيها مجموعة قوية من التكنوقراطيين أنظمة الدولة في محاولة لعقلنة وتطوير الاقتصاد مثل كوريا الجنوبية تحت حكم باك تشونغ هي.[13]

حدد لينز أيضا ثلاثة أنواع ثانوية للأنظمة السلطوية وهي النقابوية، والديمقراطية العرقية وما بعد الاستبدادية.
- الأنظمة السلطوية النقابوية هي الأنظمة التي تُستخدم فيها المؤسسات النقابوية بصورة كبيرة من خلال الدولة لتخفيض وتسريح المجموعات شديدة الاهتمام. دُرس هذا النوع باستفاضة خاصة في أمريكا اللاتينية.[13]
- الديمقراطية العرقية هي الأنظمة التي تستمتع فيها مجموعات عرقية معينة بحقوق ديمقراطية كاملة بينما يُحرم منها بصورة كبيرة أو بصورة كاملة باقي الفئات مثل جنوب إفريقيا تحت الأبارتايد.[13]
- الأنظمة السلطوية ما بعد الاستبدادية هي الأنظمة التي تبقى بها مؤسسات استبدادية (مثل الحزب أو الشرطة السرية والدولة التي يتحكم بها الإعلام) ولكن تم إسقاط الأيدولوجيا الأورثوذكسية في صالح التمسك بالروتينية، وانخفض القمع، كما أن قيادة الدولة العليا أقل تشخيصا وأكثر أمانا، كما انخفضت درجة الحشد الكامل بصورة كبيرة. تشمل الأمثلة روسيا الاتحادية والاتحاد السوفيتي ودول الكتلة الشرقية في منتصف الثمانينات.[14]

تنقسم الأنظمة السلطوية أحيانا ثانويا بناء على فرديتها أو شعبويتها. تتسم الأنظمة السلطوية الفردية بالحكم الاستبدادي وممارسة السلطة من خلال شبكة التأييدات والتعنت بدلا من كونها خلال المؤسسات وطرق الحكم الرسمية. يمكن ملاحظة الأنظمة السلطوية الفردية في إفريقيا بعد الاستعمار. على النقيض من ذلك، الأنظمة السلطوية الشعبوية هي أنظمة حركية والتي يحكمها قائد قوية ساحر للجماهير مخادع عن طريق تحالف يشمل عدة مجموعات منخفضة القوة. تشمل الأمثلة الأرجنتين وخوان بيرون، مصر تحت حكم عبد الناصر، وفنزويلا تحت حكم هوغو تشافيز ونيكولاس مادورو.
تتميز السلطوية بالقوة المركزية شديدة التركيز والتي يُحافظ عليها من خلال القمع السياسي واستبعاد المنافسين المحتملين. تستخدم السلطوية حزبا سياسيا والتنظيمات المتعددة بهدف تحريك الشعب نحو أهداف النظام. وضع آدم برزيفورسكي نظرية بأن «التوازن السلطوية يستند بصورة أساسية على الأكاذيب والخوف والرخاء الاقتصادي».
تميل السلطوية أيضا إلى تبجيل الممارسة غير الرسمية وغير المنظمة للنفوذ السياسي، فالقائد الذي «يعين نفسه وحتى إن تم انتخابه لا يمكن أن يعزله الاختيار الحر للمواطنين لصالح المنافسين»، والحرمان من الحريات المدنية، وعدم تحمل المعارضة البناءة ذات المعنى.
يحاول النظام السلطوي أيضا عددا من الضوابط الاجتماعية كمحاولة لقمع المجتمع المدني، في حين يتم الحفاظ على الاستقرار السياسي من خلال السيطرة والحصول على تأييد القوات العسكرية، والتي تكون بيروقراطية عينها النظام نفسه، وخلق طاعة للنظام من خلال طرق تنشئة اجتماعية مختلفة وغرس وتلقين العقائد.
قد يتم إضعاف الأنظمة السياسية من خلال «الأداء الضعيف الذي لا يصل إلى مطالب الشعب». كتب فستال أن الميل نحو الرد على التحديات التي تواجهها السلطوية عن طريق إحكام السيطرة بدلا من التكيف هو أحد نقاط الضعف الهامة، وأن هذا الأسلوب القاسي يفشل في «التكيف مع التغيرات أو مع المطالب المتزايدة من جانب الشعب أو حتى من المجموعات داخل النظام نفسه». لأن الشرعية السياسية للنظام تعتمد على الأداء، تفشل الأنظمة السلطوية في التكيف وقد تسقط.
تتميز السلطوية «بالولاية السياسية غير المحدودة» للحاكم أو الحكزب الحاكم (غالبا في نظام الحزب الواحد) أو السلطات الأخرى. يُشار إلى التحول من أحد صور الأنظمة السلطوية إلى صورة أكثر ديمقراطية للحكومة باسم دمقرطة.
يقترح جون داكت وجود رابط بين السلطوية والجماعية، مؤكدا على أن كلا منهما يقف في وجه الفردانية. كتب داكت أن كلا من السلطوية والجماعية تطمس الحقوق والأهداف الفردية لصالح أهداف المجموعة وتوقعاتها والامتثال لها.

### السلطوية والشمولية
الشمولية هي نسخة متطرفة من السلطوية. تختلف السلطوية عن الشمولية بصورة أساسية في وجود مؤسسات اجتماعية واقتصادية ليست تحت سيطرة الدولة. بناء على أعمال العالم السياسي من جامع ييل خوان لينز، فحص بول سوندرول من جامعة كولورادو صفات الديكتاتوريين السلطويين والشموليين ووضعهم في الجدول التالي:
|                      | شمولية        | سلطوية      |
| -------------------- | ------------- | ----------- |
| كاريزما              | مرتفعة        | منخفضة      |
| مفهوم الدور          | القائد كوظيفة | القائد كفرد |
| نهايات القوة         | عامة          | خاصة        |
| الفساد السياسي       | منخفض         | مرتفع       |
| الأيديولوجيا الرسمية | نعم           | لا          |
| الجمعوية المحدودة    | لا            | نعم         |
| الشرعية              | نعم           | لا          |

جادل سنودرول أنه في حين أن السلطوية والشمولية هما نوعان من الأوتوقراطية، إلا أنهما يختلفان في «ديكوتومية محورية»:
(1) على عكس النوع المبتذل وغير الشائع بشكل عام من السلطوية، طور الديكتاتوريون الشموليون غموضا ساحرا ونظاما به ديمقراطية كاذبة لأتباعه من خلال التلاعب العمدي لصورته النبوية.
(2) تفرق مفاهيم الأدوار المصاحبة بين الشمولية والسلطوية. يرى السلطويون أنفسهم كأفراد مهتمين بالحكم وبالحفاظ على الوضع كما هو. المفاهيم الذاتية الشمولية هي غائية بشكل كبير. يرى الطاغية نفسه كوظيفة ضرورية واجبة لإرشاد وتشكيل الكون أكثر من كونه مجرد شخص.
(3) بناء على ذلك، فإن استخدام القوة من أجل التبجيل الفردي يكون أكثر وضوحا بين السلطويين أكثر من الشموليين. بسبب انعدام القبول الجامع للأيدولوجيا، فإن السلطويين يدعمون قائدهم من خلال مزيج من غرس الخوف وتقديم العطايا للأتباع المخلصين، مما يؤدي إلى إنشاء كليبتوقراطية.
مقارنة بالشمولية، «تحافظ الدولة السلطوية على فصل واضح بين الدولة والمجتمع، حيث تهتم فقط بالقوة السياسية وطالما لا يوجد أي منافسة لها تقدم الدولة للمجتمع درجة ما من الحرية. على الجانب الآخر، تقتحم الشمولية الحياة الخاصة وتخنقها». أحد الفروق الأخرى هو أن «السلطوية لا تحركها الأفكار اليوتوبية كما في الشمولية، فالسلطوية لا تحاول أن تغير العالم أو أن تغير الطبيعة البشرية». كتب كارل يواخيم فريدريش أن «الأيدولوجيا الشمولية –وهي الفكرة التي تدعمها الشرطة السرية-، والتحكم الاحتكاري في الكتلة الصناعية بالمجتمع» هي ثلاث صفات تميز الأنظمة الشمولية والتي تفصل بينهم وبين الأنظمة الأوتوقراطية الأخرى.

### السلطوية والديمقراطية
السلطوية والديمقراطية ليسا مصطلحين متضادين في الأساس، فمن الممكن أن تمتلك الأنظمة الديمقراطية بعض العناصر السلطوية. تتميز الديمقراطية اللاليبرالية (أو الديمقراطية الإجرائية) عن الديمقراطية الليبرالية في أن الديمقراطية اللاليبرالية تفتقر إلى بعض الصفات مثل سيادة القانون، وحماية الأقليات، واستقلال القضاء.
فرق آخر يكمن في أن الأنظمة الديمقراطية الليبرالية نادرا ما تتحارب ضد بعضها البعض، حيث وسّعت الأبحاث النظرية لتجد أن الكثير من الدول الديمقراطية تميل إلى عدد أقل من الحروب مما يؤدي إلى خسائر أقل في الأرواح بينها كما أنه يقع حروب أهلية داخلها أقل.
يعتقد بعض المعلقين مثل سيمور مارتن ليبست أن الأنظمة السلطوية منخفضة الدخل تمتلك «ميزة تكنوقراطية معينة تحفز الفكاءة» أكثر من الدول الديمقراطية منخفضة الدخل، مما يساعد الأنظمة السلطوية على تحقيق التطور. يخالف كل من مورتون هالبرين وجوزيف سيجل ومايكل فاينشتاين هذا الاعتقاد، قائلين أن الأدلة لا تظهر وجود أي «ميزة سلطوية» بل بالعكس هناك «ميزة ديمقراطية». يجادل هالبرين أن الأنظمة الديمقراطية «تدرك أداء تطوريا أعلى» من الأنظمة السلطوية. يشير هؤلاء الباحثين إلى أن الأنظمة الديمقراطية الفقيرة تميل أكثر إلى تحقيق نمو اقتصادي ثابت، كما أنهم أقل عرضة لمواجهة الكوارث الاقتصادية والإنسانية من الأنظمة السلطوية، حيث أن الحقوق المدنية تعمل ككابح للفساد وإساءة استخدام الموارد، كما أن الأنظمة الديمقراطية أكثر قابلية للتكيف. يشير هالبرين إلى أن الأغلبية العظمى من مشاكل اللاجئين والكوارث المالية تحدث في أنظمة سلطوية.
تقترح الدراسات أن العديد من مؤشرات الصحة (معدل العمر ومعدل الوفيات بين الأطفال والأمهات) ترتبط ارتباطا وثيقا بالديمقراطية أكثر من ارتباطها بالناتج المحلي الإجمالي لكل فرد أو بحكم القطاع العام أو عدم المساواة في الدخل. وضعت عالمة الاقتصاد البارزة أمارتيا سن نظرية أنه لم يحدث أن عانى نظام ديمقراطي ليبرالي أبدا من مجاعة على نطاق واسع.
تُظهر الدراسات أن الدول الديمقراطية تمتلك معدل قتل أو قتل عن طريق الحكومة أقل بكثير. كانت هذه الدول متوسطة التطور قبل أن تطبق السياسات الديمقراطية الليبرالية. تقترح دراسة أجراها البنك الدولي أن المؤسسات السياسية مهمة للغاية في تحديد مدى انتشار الفساد السياسي وأن الأنظمة البرلمانية والاستقرار السياسي وحرية الصحافة كلها عوامل مرتبطة بمعدل فساد أقل. توصلت دراسة إلى الاستنتاج بأن الإرهاب ينتشر أكثر في الدول متوسطة الحرية السياسية. الدول التي تمتلك أقل معدل من الإرهاب هي الدول الأكثر ديمقراطية والدول منعدمة الديمقراطية.

## السمات

### ضعف النظام وثباته
لاحظ أندرو ناثان أن "نظرية النظام تنص على أن الأنظمة السلطوية هشة من الداخل بسبب ضعف شرعيتها، والاعتماد على القمع، والمركزية الزائدة لصناعة القرار، وسيطرة القوة الفردية على المؤسسات. تمكنت أنظمة سلطوية قليلة –غالبا شيوعية أو فاشية أو فردية- من العمل باستقرار وبسلام وبصورة سلسة. أحد الاستثناءات لهذه الفكرة العامة هي تحمل الحكم السلطوي للحزب الشيوعي الصيني، والذي يتمتع بثبات غير طبيعي بين الأنظمة السلطوية. اقترح ناثان أن هذا قد يرجع إلى أربعة عوامل: (1) الطبيعة المرتبطة بالأسلوب والمتزايدة في سياسته المتتابعة. (2) زيادة الاعتماد على النظام الفردي على عكس الاعتبارات الحزبية عند ترقية الصفوة السياسية. (3) التفريق والتصنيف الوظيفي للمؤسسات داخل النظام. (4) تأسيس مؤسسات بهدف المساهمة السياسية والقبول مما يقوي من شرعية الحزب الشيوعي الصيني بين العامة بصورة كبيرة.

### الجنس والسلطوية
طبقا لدراسة أجراها كل من براندت وهنري، فإن هناك ارتباط وثيق بين معدل اللامساواة بين الجنسين ومستويات الأفكار السلطوية في السكان الذكور والإناث. وجدت الدراسة أنه في الدول التي تتمتع بنسبة قليلة من المساواة بين الجنسين حيث يتم تشجيع الفردية وحيث شغل الذكور الأدوار المجتمعية المرموقة، بينما مال النساء إلى صفات مثل الطاعة مما يسمح لهم بالنجاة في البيئة السلطوية، وكانوا أقل تشجيعا لأفكار مثل الاستقلال والمخيلة. في المجتمعات التي تتمتع بنسبة أعلى من المساواة بين الجنسين، يحمل الرجال أفكارا أقل سلطوية. يُعتقد أن هذا يحدث بسبب الوصمة التي ترتبط بالأفراد الذين يتساءلون عن العادات الثقافية التي وضعها الأفراد أصحاب السلطة والمؤسسات في مجتمع سلطوي كطريقة لتجنب الضغط النفسي الناتج عن الطرد المجتمعي للأشخاص المصابين بهذه الوصمة الاجتماعية.

## روابط خارجية متعلقة
- تدوينة أنارشية نقدية ساخرة تحت عنوان: الديكتاتورية ومؤخرة الإمبراطور